# Bọ trĩ
Bọ trĩ hay còn gọi là bù lạch (Danh pháp khoa học: Stenchaetothrips biformis) thuộc bộ cánh tơ, là một loài bọ trong họ Thripidae. Đây là một loài bọ hại lúa. Ngoài cây lúa, còn tấn công nhiều cây trồng khác như bắp, mía, thuốc lá, cây họ đậu, cây họ bầu bí Bù lạch xuất hiện ở Afghanistan, Ấn Độ, Miến Điện, Campuchia, Triều Tiên, Indonesia, Lào, Malaysia, miền Nam nước Nhật, Philippines, Sri Lanka, Thái Lan và Việt Nam.

## Đặc điểm
Con trưởng thành nhỏ, dài 1–2 mm có màu đen, râu đầu dài, chiếm 1/3 thân, 2 đuôi cánh hẹp, cánh trước ở phần giữa thắt lại. Trưởng thành đẻ trứng rải rác trong mô lá. Trứng nhỏ mới đẻ màu trắng sữa, gần nở có màu vàng nhạt. Bọ trĩ non rất giống thành trùng nhưng không cánh màu vàng nhạt.
Chúng có thể sống đến 3 tuần Bọ trĩ hoạt động cả ban ngày và ban đêm, ban ngày chúng hoạt động tương đối nhanh nhẹn khi bị khua động chúng lẩn tránh sang lá khác hoặc giả chết rơi xuống đất. Chúng ẩn lấp trong lá nõn hoặc các chót lá quăn do không ưa ánh sáng trực xạ. Khi trời râm mát chúng bò ra ngoài.

## Gây hại
Bọ trĩ trưởng thành và non đều hút nhựa lá làm cho lá có màu vàng đỏ. Khi mật độ thấp xuất hiện những chấm nhỏ xếp theo hàng dọc trên lá, lá non hầu như bị quăn lại, không hồi phục được. Bọ trĩ gây hại ngay từ khi cây lúa xuất hiện, mật độ tăng dần từ khi lúa hồi xanh đến đẻ nhánh sau đó giảm dần tới lúc lúa trỗ.
Trời mưa lớn là bất lợi cho bọ trĩ. Bọ trĩ thường hại nặng những ruộng thiếu nước. Ruộng khô xuất hiện nhiều bọ trĩ gây hại làm cho đầu lá lúa quăn lại và biến màu vàng. Khi trời mưa bọ trĩ giảm số lượng rõ rệt, nhất là giai đoạn bọ trĩ lớn.